# Kazuaki Mawatari
Kazuaki Mawatari (馬渡 和彰 Mawatari Kazuaki?, Setagaya, Tokio, 23 de junio de 1991) es un futbolista japonés que juega como defensa en el Matsumoto Yamaga F. C. de la J3 League.

## Trayectoria

### Clubes
| Club                     | País  | Año       |
| ------------------------ | ----- | --------- |
| Gainare Tottori          | Japón | 2014-2015 |
| Zweigen Kanazawa         | Japón | 2016      |
| Tokushima Vortis         | Japón | 2017      |
| Sanfrecce Hiroshima      | Japón | 2018      |
| Kawasaki Frontale        | Japón | 2019-2020 |
| Shonan Bellmare (cedido) | Japón | 2020      |
| Omiya Ardija             | Japón | 2021      |
| Urawa Red Diamonds       | Japón | 2022-2023 |
| Matsumoto Yamaga F. C.   | Japón | 2024-     |

## Palmarés

### Títulos nacionales
| Título             | Club               | País  | Año  |
| ------------------ | ------------------ | ----- | ---- |
| Supercopa de Japón | Kawasaki Frontale  | Japón | 2019 |
| Copa J. League     | Kawasaki Frontale  | Japón | 2019 |
| Supercopa de Japón | Urawa Red Diamonds | Japón | 2022 |

### Títulos internacionales
| Título                      | Club               | País  | Año  |
| --------------------------- | ------------------ | ----- | ---- |
| Liga de Campeones de la AFC | Urawa Red Diamonds | Japón | 2022 |